# アンドレア・ダンドロ

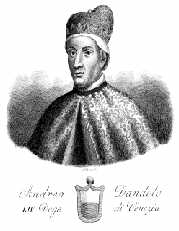

アンドレア・ダンドロ （Andrea Dandolo、1307年 - 1354年）は、ヴェネツィア共和国の第54代元首である。（在任:1343年 - 1354年）

## 来歴
ヴェネツィア歴代の元首の中で初めての大学（パドヴァ大学）卒業者である。彼はベネツィアで重要な要職にも就いた貴族のダンドロ家の一員で、この一族は総督や著名な市民を何人も生み出していた。1331年にダンドロは、「25歳」という異例の若さでサンマルコ寺院の検察官になった。
ペトラルカをはじめとする人文主義者と親しく、元首就任後は文芸の振興や行政の効率化に努めた。後世ではヴェネツィアにおけるルネサンスの幕を開いた指導者として知られており、彼自身も著作もいくつか残している。
だが、1350年のジェノヴァ共和国との第三次戦役では敗北、その後サルデーニャ島沖の海戦で雪辱を果たしたものの、直後には今度はヴェネツィアが黒死病の直撃を受けるなど、その治世は苦難の連続であった。